# Attalea speciosa
Attalea speciosa är en enhjärtbladig växtart som beskrevs av Carl Friedrich Philipp von Martius. Attalea speciosa ingår i släktet Attalea och familjen Arecaceae. Inga underarter finns listade i Catalogue of Life.

## Bildgalleri

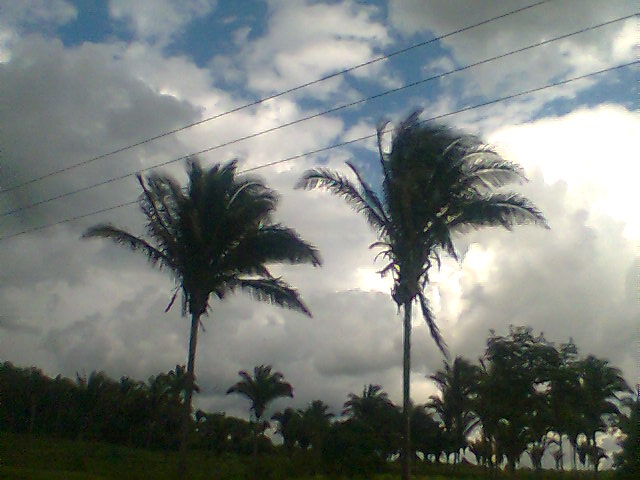